# Stagione di college football 1873
La Stagione di college football 1873 fu la quinta stagione di college football negli Stati Uniti. Fu molto simile, nella sua forma embrionale e non strutturata, alle stagioni precedenti, tuttavia le regole iniziarono a prendere una forma standardizzata allorché il 20 ottobre, poco prima dell'inizio della stagione, Yale, Rutgers, Princeton e Columbia si accordarono per utilizzare una serie di regole non condivise, queste regole non trovarono d'accordo Harvard che decise di non aderire a questo accordo.
La stagione si compose di otto gare, di cui la prima giocata il 18 ottobre 1873 con il 6-1 con cui Stevens Tech sconfisse New York University. Le gare si conclusero il 6 dicembre con la vittoria 2-1 di Yale sugli Eton Alumni, nella prima partita che vide partecipare college non statunitensi.
In una imprecisata data del 1873, a Lexington, si sfidarono anche il Virginia Military Institute e la Washington & Lee, con quest'ultima che vinse la gara per 4-2
Secondo l'Official NCAA Division I Football Records Book, College of New Jersey risulta essere il campione nazionale di quella stagione.

## Classifica finale
| Scuola                      | Conference V-S-P | Totale V-S-P |
| --------------------------- | ---------------- | ------------ |
| College of New Jersey       | -                | 1 - 0        |
| Washington & Lee            | -                | 1 - 0        |
| Harvard                     | -                | 1 - 0 - 1    |
| Yale                        | -                | 2 - 1        |
| Columbia                    | -                | 2 - 1        |
| Stevens Tech                | -                | 1 - 1        |
| Rutgers                     | -                | 1 - 2        |
| Virginia Military Institute | -                | 0 - 1        |
| New York University         | -                | 0 - 1        |
| City College of New York    | -                | 0 - 1        |

## College esordienti
- VMI Keydets football
- Washington & Lee Generals football
- Harvard Crimson football
- New York University Violets
- CCNY Beavers football